# NGC 7145
NGC 7145 ist eine elliptische Galaxie vom Hubble-Typ E0 im Sternbild Kranich am Südsternhimmel. Die Galaxie ist schätzungsweise 87 Millionen Lichtjahre von der Milchstraße entfernt und hat einen Durchmesser von etwa 65.000 Lj.
Im selben Himmelsareal befindet sich u. a. die Galaxie NGC 7144.
Das Objekt wurde am 2. Oktober 1834 von John Herschel entdeckt.